# Tempel von Uppsala

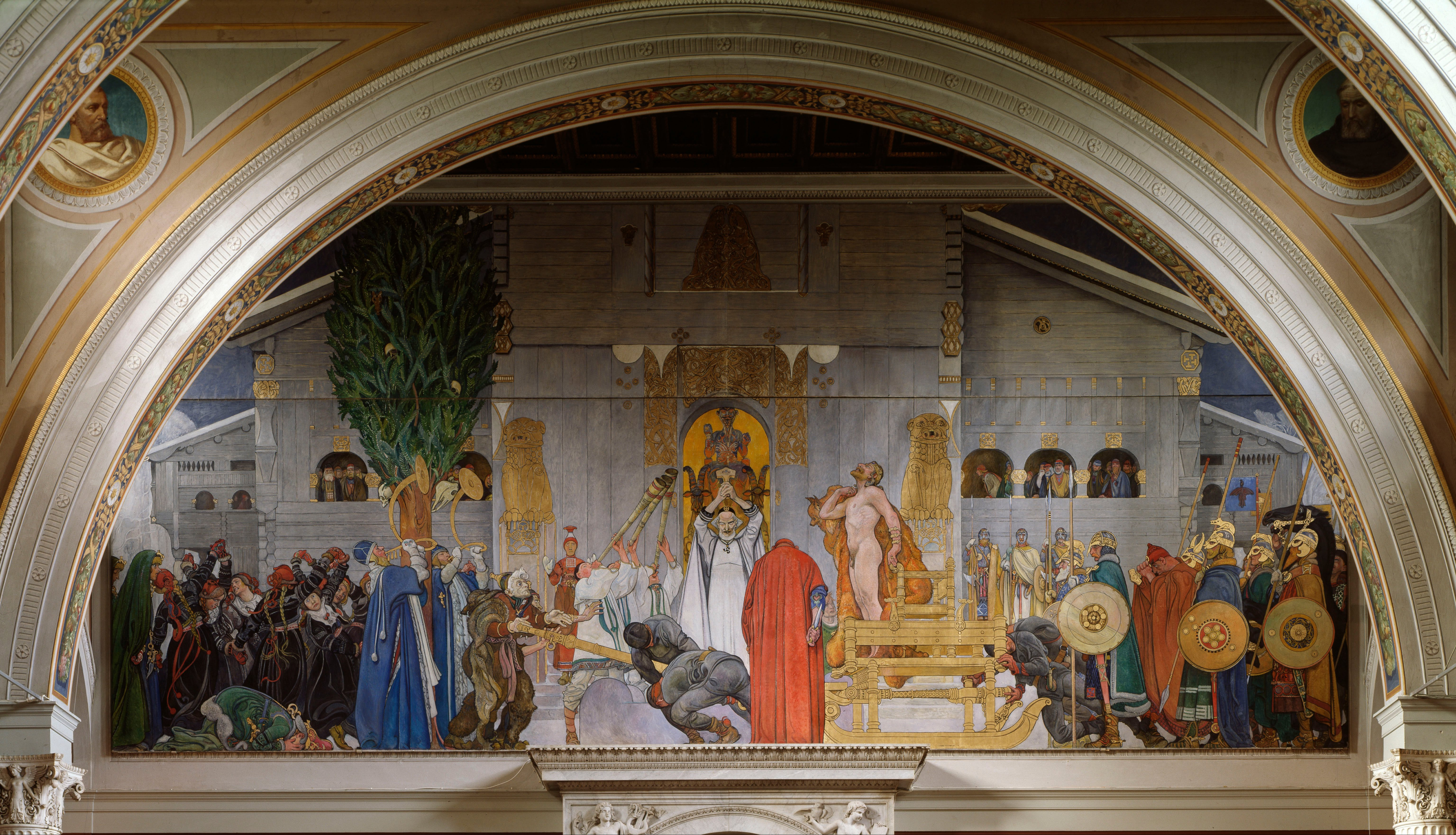
Midvinterblot – Gemälde von Carl Larsson

Der Tempel von Uppsala war ein vermutetes Tempelgebäude in Alt-Uppsala, welches das Zentrum des nordgermanischen Glaubens der Svear dargestellt haben soll.

## Geschichte
Die wichtigste Quelle für die Existenz des Tempels ist Adam von Bremen, der 1070 in seiner Chronik Gesta Hammaburgensis ecclesiae pontificum darüber schrieb. In einer Übersetzung heißt es: „Dieses Volk hat einen sehr berühmten Tempel, der Ubsola heißt und nicht weit von der Stadt Sictona liegt.“
Adam von Bremen war vermutlich nie selbst vor Ort. Sein gesamter Bericht beruhte auf Gesprächen mit dem dänischen König Sven Estridsson und auf Informationen, die er von Gesandten am dänischen Hof erhielt, deren Zuverlässigkeit zweifelhaft ist, zumal König Olof Skötkonung ein halbes Jahrhundert vorher befohlen hatte, alle heidnischen Heiligtümer zu zerstören. Die einzelnen Götter beschreibt der Chronist aber sehr ausführlich.
Speziell über den Tempel in Uppsala geben andere alte Legenden an, dass er um 1088 durch die Anhänger Inges I. niedergebrannt wurde. Mit allem, was heute über die Opferfeste der Svear bekannt ist, kann der „Tempel“ im Freien auf einer heiligen Wiese gelegen haben. In der Umgebung der Königshügel von Alt-Uppsala wurden Reste von Langhäusern gefunden. Es ist möglich, dass hölzerne Götterfiguren in einem Teil der Langhäuser untergebracht waren. Andererseits könnten sie nur während der Opferfeste aufgestellt worden sein. Archäologisch gibt es dort bisher keinen Hinweis auf einen Tempel.
Die Grundmauern unter der gegenwärtigen Kirche in Alt-Uppsala, die gefunden wurden, können genauso gut eine frühere Kirche oder eine Scheune oder ein Tempel gewesen sein. Das Bauwerk war jedoch nicht besonders prächtig und anspruchsloser, als von Carl Larsson in seinem Gemälde dargestellt. Was heute über das heidnische Opfern (blot), die Svear und diese Zeit bekannt ist, deutet darauf hin, dass mit dem Wort „Tempel“ genauso gut ein Platz außerhalb eines Gebäudes in einem heiligen Hain oder an einer Quelle gemeint gewesen sein kann.
2013 wurden beim Bau einer Eisenbahnstrecke die Überreste zweier Reihen von acht bis zehn Meter hohen Holzpfählen gefunden, die vor etwa 1500 Jahren senkrecht nebeneinander aufgestellt waren. Die eine Reihe besteht auf fast einem Kilometer Länge aus 144 Pfählen. Eine mögliche kultische Funktion steht neben der Vermutung, dass es sich dabei um eine territoriale Markierung – etwa des Zugangsweges zu Alt-Uppsala – handelt.
Im Hintergrund des Wandgemäldes Midvinterblot von Carl Larsson, das im Nationalmuseum von Stockholm zu sehen ist, hat der Maler den imaginären Tempel dargestellt. Auf dem Bild opfern die Svear ihren König Domalde.